# Cyclophyllum calyculatum
Cyclophyllum calyculatum är en måreväxtart som beskrevs av André Guillaumin. Cyclophyllum calyculatum ingår i släktet Cyclophyllum och familjen måreväxter.
Artens utbredningsområde är Nya Kaledonien. Inga underarter finns listade i Catalogue of Life.